# Catàlegs de paisatge

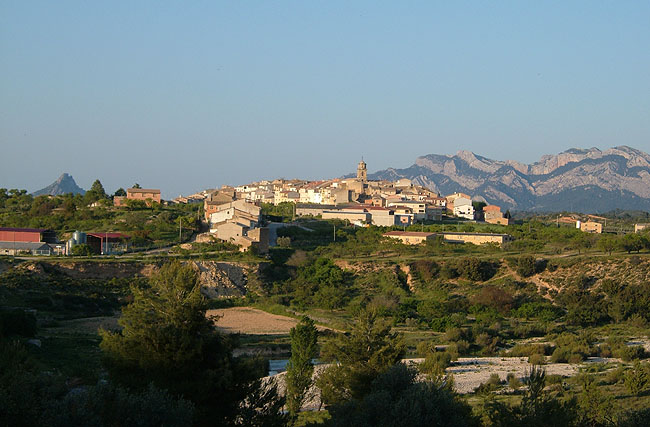
Els catàlegs identifiquen els paisatges de Catalunya

Els catàlegs de paisatge són documents de caràcter descriptiu i prospectiu que determinen la tipologia dels paisatges de Catalunya, n'identifiquen els valors, i estat de conservació i proposen els objectius de qualitat que han de complir. Són una eina amb molt pocs precedents a escala internacional.
Els catàlegs els creà la Llei 8/2005, de 8 de juny, de protecció, gestió i ordenació del paisatge de Catalunya com a instrument nou per a la introducció d'objectius paisatgístics en el planejament territorial a Catalunya, així com en les polítiques sectorials. Es tracta, per tant, de l'adaptació dels principis i estratègies d'acció que estableix el Conveni europeu del paisatge promogut pel Consell d'Europa.
Els catàlegs permeten conèixer com és el nostre paisatge i quins valors té, quins factors expliquen que tinguem un determinat tipus de paisatge i no un altre, com evoluciona en funció de les actuals dinàmiques econòmiques, socials i ambientals i, finalment, defineixen quin tipus de paisatge volem i com podem assolir-lo.

## Àmbits d'aplicació i estat de desenvolupament

Àmbits dels catàlegs de paisatge

Els catàlegs de paisatge es conceben normativament com a unes eines útils per a l'ordenació i la gestió del paisatge des de la perspectiva del planejament territorial. És per aquest motiu que el seu abast territorial es correspon amb el de cadascun dels àmbits d'aplicació dels plans territorials parcials: Alt Pirineu i Aran, Camp de Tarragona, Comarques Centrals, Comarques Gironines, Terres de Lleida, Regió Metropolitana de Barcelona i Terres de l'Ebre. L'Observatori del Paisatge de Catalunya en coordina l'elaboració.
El primer catàleg a aprovar-se va ser el Terres de Lleida (5 d'agost 2008). També estan en vigor els del Camp de Tarragona (maig de 2010), Terres de l'Ebre (juliol 2010) i Comarques Gironines (novembre 2010). Aquest darrer va rebre l'any 2011 el reconeixement del Premi Territori de la Societat Catalana d'Ordenació Territorial, filial de l'Institut d'Estudis Catalans (IEC).

## Funcions dels catàlegs de paisatge
Els catàlegs de paisatge orienten la integració del paisatge en els instruments d'ordenació territorial a Catalunya a diferents escales, des dels plans territorials parcials fins al planejament urbanístic, tot passant pels plans directors territorials i els urbanístics. També orienten la introducció del paisatge a les polítiques sectorials (conservació de la natura, turisme, agricultura, infraestructures, cultura, etc.)